# Пермогорский, Леонид Васильевич
Леони́д Васи́льевич Пермого́рский (28 ноября 1936, Красноборск, Красноборский район, Архангельская область, РСФСР, СССР) — советский и российский деятель промышленности, инженер-конструктор. Начальник опытно-конструкторского бюро Марийского машиностроительного завода, заместитель генерального директора Производственного объединения «Марийский машиностроитель»  (1975―1999). Заслуженный деятель науки Марийской ССР (1991). Лауреат Государственной премии Российской Федерации (1998).

## Биография
Родился 28 ноября 1936 года в селе Красноборск Красноборского района Архангельской области.
В 1965 году окончил Горьковский политехнический институт.
С 1965 года — в г. Йошкар-Оле: регулировщик, начальник комплекса, старший инженер и начальник лаборатории опытно-конструкторского бюро, заместитель главного инженера Производственного объединения «Марийский машиностроитель», в 1975—1999 годах — начальник ОКБ этого объединения и Марийского машиностроительного завода. Внёс существенный вклад в разработку и освоение серийного производства новой техники. Является конструктором ряда изделий, автором 13 изобретений.
В 1991 году ему присвоено почётное звание «Заслуженный деятель науки Марийской ССР». В 1998 году ему присуждена Государственная премия Российской Федерации. Награждён орденами Дружбы, «Знак Почёта» и медалями.

## Звания и награды
- Заслуженный деятель науки Марийской ССР (1991)[1]
- Государственная премия Российской Федерации (1998) — за разработку зенитно-ракетной системы[1][3]
- Орден «Знак Почёта» (1985)[1]
- Орден Дружбы (25.09.1998)[1] — за заслуги перед государством, многолетний добросовестный труд и большой вклад в укрепление дружбы и сотрудничества между народами [4]